# Reserva Biológica Federal do Tinguá
A Reserva Biológica Federal do Tinguá é uma reserva biológica brasileira. Estende-se por uma área de 26 mil hectares e abrange seis cidades, sendo a maior parte dentro do município de Nova Iguaçu; abrange também parte de Duque de Caxias, Petrópolis e Miguel Pereira e Engenheiro Paulo de Frontin. Desde 1992 é parte da reserva da biosfera da Mata Atlântica.
A região mais alta da reserva atinge os 1 600 metros de altitude, sendo possível avistá-la de toda a extensão do município. No seu interior, em local não aberto à visitação pública, encontram-se as ruínas da freguesia de Santana das Palmeiras, povoação que foi abandonada no final do século XIX.
Hoje, a reserva está fortemente ameaçada por caçadores que matam animais silvestres para vender carnes exóticas ou os capturam para inclusive exportar. Grandes empresas poluidoras contribuem para a degradação ambiental. Existe até um aterro sanitário que beira a reserva onde ilegalmente foram despejados resíduos altamente tóxicos. A população que vive em torno da reserva tem problemas com a contaminação do lençol d'água que consome. Entre os mamíferos, ainda existem exemplares da suçuarana na região.

## Etimologia
"Tinguá" é um termo da língua geral meridional que designa uma espécie não identificada de planta.

## História
Em 1941, através de decreto, foi criada a Floresta Protetora da União Tinguá, Xerém e Mantequira em terras de domínio público federal, que incluem mananciais denominados Serra Velha, Boa Esperança e Bacurubu, os quais até hoje contribuem para o abastecimento de água para boa parte da Baixada Fluminense. Conforme definido pelo antigo Código Florestal de 1934, Florestas Protetoras eram “áreas extensas não habitadas, de difícil acesso e em estado natural, das quais ainda são necessários conhecimentos e tecnologia para o uso”.
Uma grande mobilização da comunidade do entorno para que a área fosse protegida inicia-se em 1987. Após longa discussão com a comunidade do entorno, foi realizado um plebiscito na comunidade de Tinguá, em Nova Iguaçu, para definir se a categoria da unidade de conservação seria parque nacional ou reserva biológica. 
Em 1988 e em 1989 o presidente do IBAMA faz algumas visitas ao local e em maio de 1989 o decreto criando o parque nacional esteve na mesa do Presidente José Sarney, no entanto após pressão da bancada ambientalista o presidente opta por categorizar a unidade de conservação como parque nacional.
A criação da Reserva Biológica do Tinguá se deu através do Decreto nº 97.780 de 23 de maio de 1989, que representa o ponto culminante da oficialização de um longo processo com o objetivo de proteger a área.

- Parque Municipal de Nova Iguaçu
- Santana das Palmeiras
- Estrada de Ferro Rio d'Ouro
- Estrada Real do Comércio